# Misioneras de la Realeza de Cristo
Misioneras de la Realeza de Nuestro Señor Jesucristo es un instituto secular femenino de la Iglesia católica, fundado por Agostino Gemelli y Armida Barelli, en Asís, Italia, en 1919. Es el primer instituto secular femenino pontificio en la historia de la Iglesia. Las miembros no hacen votos religiosos ni viven en comunidad, se consagran a Dios viviendo en medio de su ambiente familiar y profesional, laicas entre laicos. Se les conoce como Misioneras de la Realeza de Cristo.

## Historia

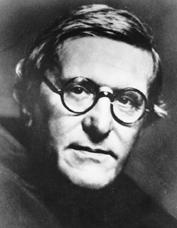
Agostino Gemelli, fundador junto con Armida Barelli del instituto.

### Origen: Terciarias Franciscanas
El instituto fue fundado en Asís el 19 de noviembre de 1919, por el religioso franciscano Agostino Gemelli y la laica italiana Armida Barelli, fundadores también de la Obra de la Realeza de Cristo para la formación litúrgico pastoral, y de la Universidad Católica del Sagrado Corazón. Armida, que fundó además la Juventud Femenina de Acción Católica para la formación de la mujer, aconsejada por Gemelli profesó como terciaria franciscana en 1910, con el nombre de Isabel (Elisabetta). Pronto maduró en ella la vocación de consagración total, pero de forma nueva. Tras 9 años de búsqueda llena de dificultades, durante unos ejercicios en San Damián de Asís dirigidos por los religiosos Gemelli y Mazzotti, Armida fundó con otras once compañeras el nuevo Instituto, con el nombre de «Terciarias Franciscanas del Reino Social del Sagrado Corazón de Jesús». Entre las doce se encontraban la escritora y catedrática María Sticco y una ex-monja, Giuseppina Tadei.
El instituto se expandió rápidamente por todo el territorio italiano, aun así, la Iglesia se resistía a dar un reconocimiento jurídico a los Institutos seculares que ya surgían en otros países. Estos no fueron reconocidos hasta el año 1947, con la constitución apostólica de Pío XII Provider mater. La primera aprobación del instituto, les fue dada como un grupo de terciarias franciscanas, bajo la autoridad del Ministro general de los Franciscanos observantes. En 1920, el general franciscano preparó para ellas los primeros estatutos.

### Pía Asociación autónoma
En 1924, el papa Pío XI, permitió la separación de las Terciarias del Reino social de la Orden franciscana, aún conservando su espiritualidad, para una llevar a cabo una acción eclesial verdaderamente laica. En 1928 adquirieron el título de Pía Asociación. Pero aún no había espacio concreto para la forma de vida de los institutos seculares en la Iglesia. Gemelli, encargado por Pío XI, presidió una reunión en Suiza, de distintos movimientos de laicos consagrados en 1939, para clarificar su estado de consagración en la Iglesia. Allí se escribió una memoria histórico jurídica sobre las asociaciones de laicos consagrados a Dios en el mundo, entregada más tarde a la Sagrada Congregación del Concilio, que revisadas permitió la aprobación de 1947, de los Institutos seculares.

### Instituto secular
En 1948, con la libertad que les permitía la aprobación de dichos institutos y la Provider mater, la Pía Asociación del Reino Social, escribieron sus constituciones y cambiaron su nombre al de Instituto Secular de las Misioneras de la Realeza de Nuestro Señor Jesucristo. El 12 de julio de ese mismo año, recibieron una primera aprobación apostólica, siendo la primera presidenta general Armida Barelli. La aprobación pontificia definitiva la recibieron en 1953, un año después de la muerte de la fundadora, convirtiéndose en el primer instituto secular femenino de derecho pontificio.
Agostino Gemelli fundó después otros dos Institutos seculares afines: los Misioneros de la Realeza de Cristo, reservado a hombres laicos, y los Sacerdotes Misioneros de la Realeza de Cristo, para el clero secular. Gemelli murió en 1959.

## Organización y presencias
El instituto se articula en grupos, diocesanos o interdiocesanos, de un país o de varios países con la misma lengua, con el ideal de formar al menos grupos de 50 miembros. Se pueden reunir por zonas, dirigidas por una asamblea, un consejo y un responsable de zona. A nivel general, con el trabajo de mantener la unidad del instituto, los órganos de gobierno son: la Asamblea general, el Consejo general y la presidenta general. Las miembros del instituto no tienen vida común ni obras apostólicas propias, son consagradas en medio de sus ambientes laicales, familiar, laboral, social, etc. Tienden a mantener reserva de su consagración, precisamente para no marcar ninguna diferencia con el mundo laico. Tienen sedes comunes a las que llaman «Oasis», para reuniones periódicas de formación, ejercicios espirituales o congresos. La sede central se encuentra en Roma.
Las Misioneras de la Realeza de Cristo cuentan con unos 3.500 miembros y está presente en casi todos los países de Europa, en Estados Unidos, Canadá, Brasil, Venezuela, Colombia, Burundi, Ruanda, Filipinas, Japón, Corea, Australia y Nueva Zelanda.